# Пески (Новохопёрский район)
Пески — посёлок в Новохопёрском районе Воронежской области России.
Входит в состав Коленовского сельского поселения.

## География

### Улицы
- ул. Пески